# Dumbarton
Dumbarton (en gaèlic escocès: Dùn Breatainn) és una localitat i burg d'Escòcia, situat a la riba nord del riu Clyde a la desembocadura del seu afluent, el riu Leven a l'estuari o fiord de Clyde. Dumbarton és la capital administrativa del consell de West Dunbartonshire. El 2011, el poble tenia 19.969 habitants, i l'àrea metropolitana juntament amb Alexandria, Bonhill i Renton, una població total de 44.690 habitants.
Dumbarton va ser la capital de l'antic Regne de Strathclyde, i més tard la capital del comtat de Dumbartonshire. El nom prové del gaèlic escocès Dùn Breatainn que significa «fortalesa dels britànics». El castell de Dumbarton està assentat a la part superior de la Dumbarton Rock, que domina la zona. La ciutat va ser burg reial entre 1222 i 1975.
L'economia de Dumbarton va emergir al segle xix en convertir-se en centre de producció naval, de vidre i de whisky. No obstant això, aquestes indústries amb el pas del temps han disminuït o han desaparegut totalment, i avui dia pràcticament funciona com una ciutat dormitori de Glasgow, en estar situada a 21 quilometres (13 mi) de la mateixa. La ciutat té equip propi de futbol, el Dumbarton FC.

## Història
La història de Dumbarton es remunta almenys, encara que es creu que podria ser anterior, a l'Edat de Ferro. Era una zona estratègicament molt ben situada, sabent que els habitants de la zona comerciaven amb l'Imperi romà. La primera vegada que apareix el seu nom, en els Annals d'Ulster, és a la mort de Guret rex Alo Cluathe («rei de Clyde Rock») l'any 658. També existeix la història d'un altre rei de Clyde Rock (petra Cloithe) a La Vida de Sant Columba d'Adomnan, probablement anterior, i més tard les fonts de Ceretic d'Alt Clut, un rei britànic al que Sant Patrici d'Irlanda va dirigir la seva Carta a Corotticus.
Dumbarton va funcionar com el centre real del Regne de Clyde Rock tal com esmenten aquestes fonts, però probablement s'havia eclipsat al moment de la creació del Regne de Strathclyde al voltant del 900. Més tard va ser creat el comtat de Dunbartonshire, anteriorment conegut com a Dumbartonshire. El nom prové de la veu gaèlic escocesa Dùn Breatainn que significa «fortalesa dels britanos» i recorda que els primers habitants de Clydesdale parlaven una variació de la llengua galesa. Aquests britans usaven el nom Dùn per Alt Clut, «Clyde Rock», un nom que es dona punt en gaèlic com en anglès, segons les fonts dels segles VII, viii i IX.
Dumbarton va ser durament copejada per l'epidèmia de la pesta negra en 1350 i gran part de la ciutat va ser cremada en 1424. No obstant això la recuperació va ser notable i al segle XVII va ser un important port comercial en les rutes de comerç amb les Índies Occidentals i al començament del segle xix va ser la major ciutat escocesa en producció de vidre, ampolles i finestres.

### Castell de Dumbarton

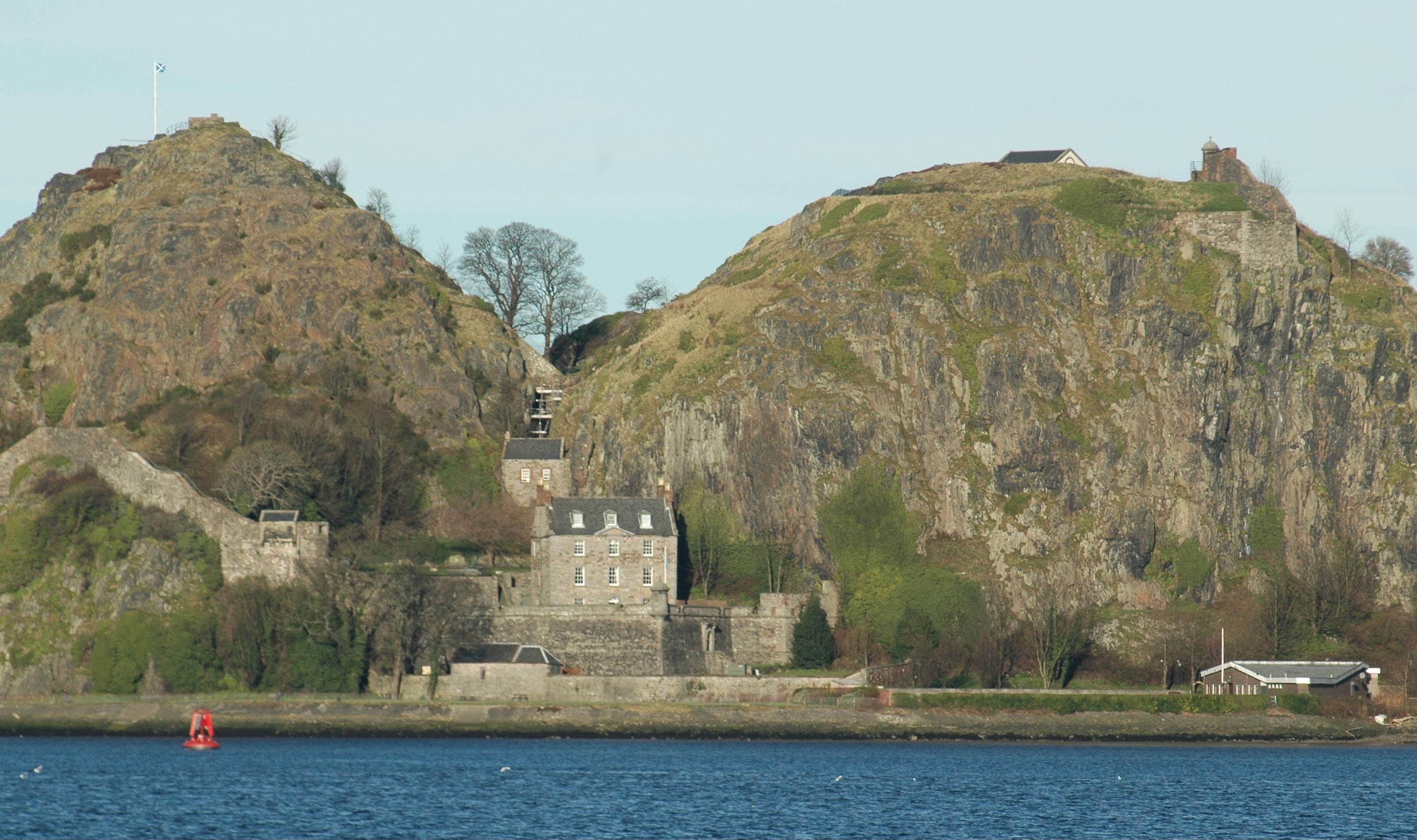
Vista des del riu Clyde de les torres del Castell de Dumbarton

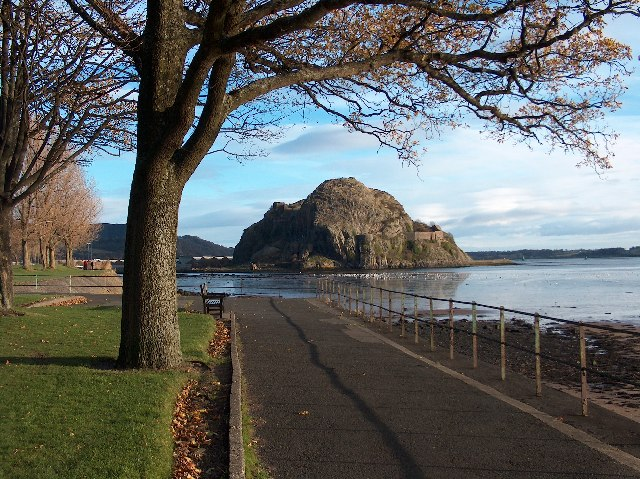
Dumbarton Rock des de l'oest.

El castell de Dumbarton està situat a la Dumbarton Rock, a la riba oriental de la desembocadura del riu Leven, a l'estuari del riu Clyde.
El castell té una història molt il·lustre i molts personatges famosos de la història escocesa i britànica l'han visitat. El castell va ser una fortalesa reial molt abans que Dumbarton es convertís en un Burg Reial, la seva propietat va passar d'Escòcia a Anglaterra i viceversa al llarg del temps. El castell va ser un lloc important durant les Guerres d'Independència d'Escòcia i va ser utilitzat per empresonar a William Wallace durant un curt espai de temps, després de la seva captura per part dels anglesos. També és des d'aquesta fortalesa des d'on es va traslladar a Maria I d'Escòcia a França després de la derrota de Langside. En èpoques posteriors, Victòria I i Elisabet II del Regne Unit van visitar el castell.
Des de dalt de tot del castell es pot contemplar una bella vista del riu Clyde, i del Levengrove Park.

### Levengrove Park
El parc Levengrove va ser un regal a la ciutat realitzat per William Denny, propietari de l'empresa local William Denny and Brothers situada a 100 m del castell. Es diu que va ser un acte purament filantròpic, no obstant això, l'empresa nord-americana Cantor Corporation va dir que havia destinat la terra per protegir el sòl de la zona davant una possible instal·lació d'una fàbrica d'aquesta empresa a la ciutat, que finalment es va construir en Clydebank i en efecte, aquest fet va fer que l'empresa de William Denny es mantingués al capdavant del monopoli local i mantingués la seva mà d'obra.

### Dumbarton Rock
Durant la Segona Guerra Mundial Dumbarton va ser durament bombardejada per la Luftwaffe. Els atacs alemanys es dirigien a les drassanes pel que la zona i les seves proximitats, Clyde i Leven Street van quedar greument danyades. En un intent d'allunyar el foc alemany de les drassanes, es van utilitzar els pujols de Kilpatrick, als afores de la ciutat, instal·lant-se llums i focus en els embassaments imitant la llum de les drassanes. La maniobra va resultar ser un èxit i en moltes ocasions els bombardejos es van donar en erms i llacs sense causar danys en la població.
Avui dia, Dumbarton Rock és molt popular entre els escaladors, ja que proporciona una sèrie de breus però difícils rutes d'escalada.

## Govern

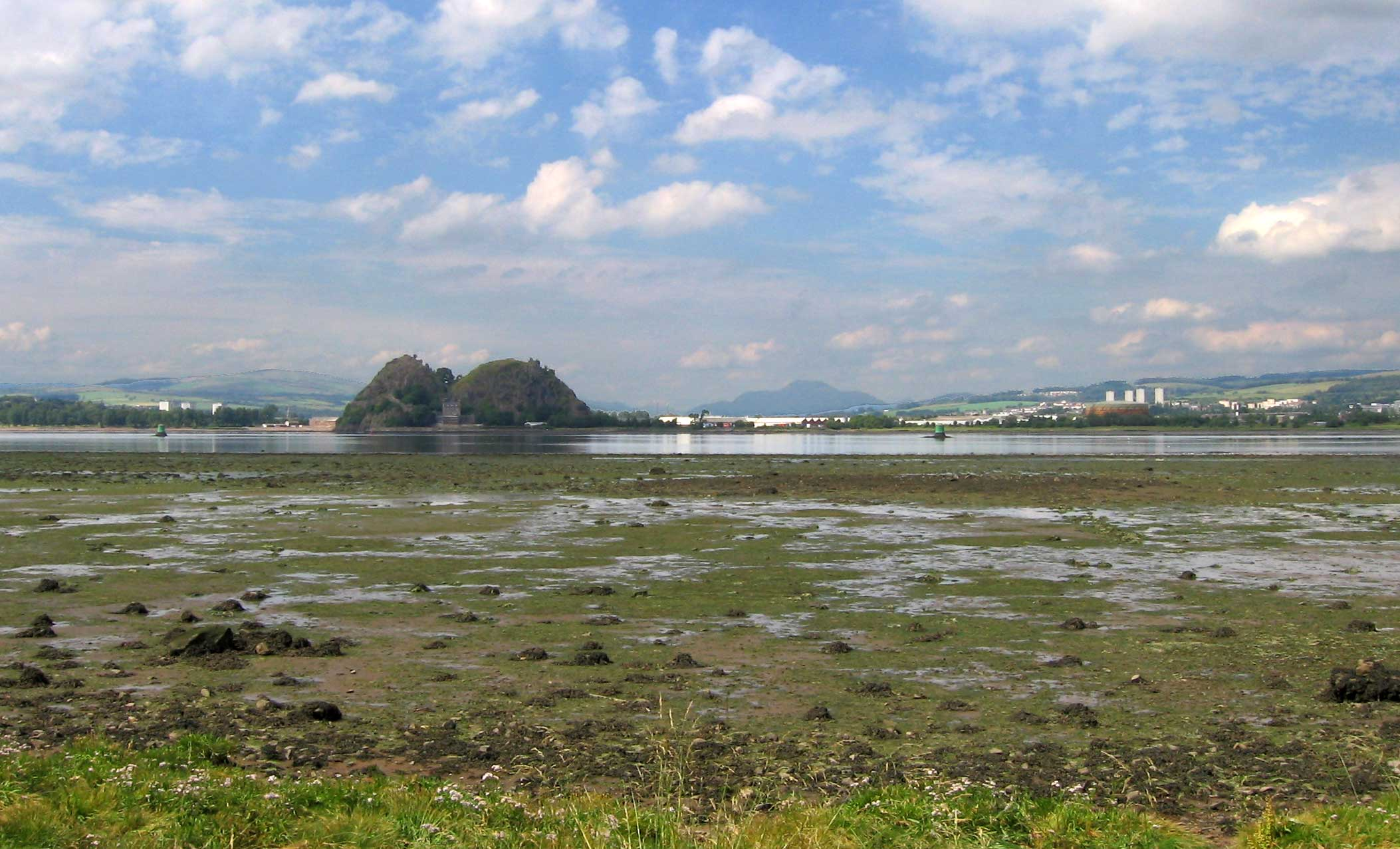
Vista cap a el nord des del llit del riu Clyde És visible al fons a la dreta la muntanya Ben Lomond.

En 1975 Dumbarton va prestar el seu nom al govern local de l'antiga regió de Strathclyde. En 1996, les funcions administratives d'aquest comtat van ser transferides a les àrees del consell de West Dunbartonshire i Argyll i Bute
La ciutat de Dumbarton serveix com a centre administratiu del consell de West Dunbartonshire.
En Dumbarton existeix una circumscripció del Parlament d'Escòcia i una circumscripció de la Cambra dels comuns.

## Geografia
La ciutat es divideix en els següents barris:
- Bellsmyre
- Brucehill
- Castlehill
- Crosslet
- Dennystown
- Dumbarton East incl. Newtown
- Oxhill
- Kirktonhill
- Silverton
- Townend
- Westcliff

## Economia

### Construcció naval
Des de mitjan 1700 a principis de 1800 la principal indústria de Dumbarton va ser el vidre. Aquesta indústria va disminuir i la ciutat es va convertir en un important centre naval i es va mantenir fins ben entrat el segle XX. Va haver-hi moltes drassanes, encara que varis d'ells van ser absorbits per les drassanes més grans.

#### Bucs famosos
- Entre un gran nombre de bucs que es van construir aquí, el més famós és probablement Cutty Sark, que va ser construït per Scott & Linton. Va ser un dels últims clípers que es van construir, i un dels més ràpids. Aquest vaixell és l'últim supervivent del seu tipus i es pot veure avui en el dic sec de Greenwich.
- En 1818 William Denny va construir el Rob Roy en Dumbarton, que va passar a convertir-se en el primer transbordadors a vapor que creua el Canal de la Mànega.
- En 1901 va ser construït el buc "Tabasco" que fos el primer buc amb tripulació exclusivament mexicana, pel qual se celebra a Mèxic el Dia de la Marina.[8][9]

### Whisky
Mentre que en les drassanes es va reduir, la producció de whisky va créixer fins a convertir-se en la indústria dominant a la ciutat. En 1938 Hiram Walker va construir una gran destil·leria de whisky en el riu Leven (en el lloc que ocupaven unes antigues drassanes), el poble va ser conegut com un important centre de la indústria de whisky des d'intervinguts a la fi del segle x. Hiram Walker va ser adquirit per la cervesera Allied en 1988 per formar Allied Distillers, convertint-se en part de Allied Domeq, abans de ser adquirit pel gegant francès Pernod Ricard. La gran destil·leria de Dumbarton Ballantine's va sofrir una plaga de capolls d'arnes que van danyar l'estructura de l'edifici que va dominar la ciutat per més de seixanta anys i va haver de ser demolit i s'ha començat la seva reconstrucció (al juliol de 2008 només la torre seguia en peus).
Altres llocs relacionats amb el whisky han tancat al llarg dels últims anys com Inverleven de 1991 i el tancament de la seva planta de la planta d'embotellat de J&B Scotch Whisky i la venda dels seus bons en el nord de la ciutat ha contribuït a la disminució de la producció de begudes a la ciutat. No obstant això, part dels bons de J&B es van destinar a la producció de cinema i televisió com River City i Still Game.

### Altres indústries

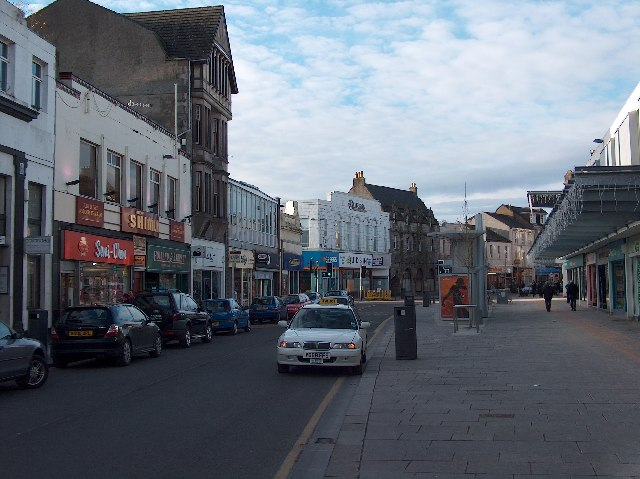
Centre de la ciutat de Dumbarton.

Amb el declivi de la indústria del whisky, Dumbarton és cada vegada una ciutat dormitori per a la gent que treballa a Glasgow i altres llocs. La base naval de Faslane és també un important centre d'ingressos de la zona. El Strathleven Industrial de Dumbarton està situat prop de la ubicació de varis dels principals fabricants de màquines com Burroughs i Westclox. Tecnologia va superar aquestes empreses i que va tancar amb la pèrdua de molts llocs de treball. La zona també ha estat l'emplaçament de Polaroid en el Regne Unit des de 1965. Aquesta planta va ser la més gran de Polaroid i en el seu punt màxim, donava treball a unes 1800 persones. El fet de no reconèixer la fotografia digital va començar la seva caiguda, mentre que encara tenen una presència en Dumbarton menys de 100 persones estan empleades en aquest lloc (principalment en la fabricació de vidres per les ulleres de sol).

## Cultura

### Esports
En Dumbarton van existir dos clubs en la Lliga escocesa de Futbol, el Dumbarton Harp FC, que ja no existeix, i el Dumbarton FC, que segueix actualment com a equip professional.
El Dumbarton FC, també conegut com a Sons of the rock (en català: «Fills de la roca»), és un club fundat en 1872. El club juga els partits locals en el Strathclyde Homes Stadium, al costat del castell de Dumbarton. Van guanyar la Copa d'Escòcia en la temporada 1882-83 i van anar cinc vegades finalistes. Com a guanyadors de la Copa d'Escòcia, van jugar la copa FA, en el Blackburn Olympic, guanyant-la per 6-1 aclamant-se com a campions de Gran Bretanya. La Lliga escocesa es va crear en 1890 i el primer campionat va ser compartit entre Dumbarton i els Rangers. La equipación de l'equip és samarreta oro amb tires negres, pantalons #negre i mitjanes negres.
Dumbarton és la llar de l'equip de bàsquet Dumbarton Dodgers Basketball Club que juguen en la lliga de bàsquet de Strathclyde. L'equip es va formar en 1981 d'un club juvenil al comtat de Riverside a l'Església Parroquial de la ciutat.
La ciutat és el lloc de naixement del pilot de Fórmula 1 Jackie Stewart.

### Real Campionat d'Escòcia de Bandes de Gaita
Celebrada des de l'any 2000 en Dumbarton, acudeixen més de 140 bandes, incloent representants de Suècia, Dinamarca, Holanda i Irlanda. El campionat és un dels més prestigiosos esdeveniments d'aquesta índole. A més del campionat hi ha una fira i una competició de balls tradicionals escocesos.